# Alzina de la Casa Nova de Bonany
L'alzina de la Casa Nova de Bonany (Quercus ilex subsp. ballota) es troba a l'esplanada del costat de l'era de la masia Casa Nova de Bonany, al municipi de Querol i, segons hom diu, és l'arbre més espectacular de l'Alt Camp. Vessa vigor, té un excepcional estat de bonança (només destorbat per algun branquilló sec, però que no sembla, ni de bon tros, un fet preocupant) i és acompanyat per una munió de plantes: rogeta, lletsó, vinagrella, alfals, blet blanc, plantatge de fulla estreta, heura, esbarzer i, pels seus vorals, algun garric, una esvelta vinya amb ametllers i plançons de cirerer i prunera.

## Dades descriptives
- Perímetre del tronc a 1,30 m: 6,72 m.
- Perímetre del tronc a 0,80 m: 4,38 m.
- Perímetre de la base del tronc: 10,70 m.
- Alçada: 15,08 m.
- Amplada de la capçada: 26,5 m.
- Altitud sobre el nivell del mar: 631 m.[1]

## Accés
En sortir de Sant Jaume dels Domenys (ctra. TP-2442), es pren la ctra. T-244, la qual passa pel pla de Manlleu, i al punt quilomètric 18,5 s'ha d'agafar el trencall de l'esquerra cap a la Casa Nova de Bonany, on hi ha l'alzina. GPS: 31T 0371462 4583604.

## Observacions
De lluny, s'albira, davant del mas, la silueta semiesfèrica de la capçada, l'amplada de la qual destaca per les seues dimensions extraordinàries i fotogènia espectacular. La tradició de posar prop de l'era de les masies un roure, un alzina o un lledoner queda palesa en aquest magnífic exemplar del qual no se'n sap l'edat, només que en té molts de segles.